# 吴震
吴震（1923年1月—2007年1月21日），男，山东东平人，中华人民共和国政治人物，曾任天津警备区司令员，天津市人大常委会副主任，第六届全国人大代表。